# Пертане
Пертане (пол. Piertanie) — село в Польщі, у гміні Сувалки Сувальського повіту Підляського воєводства.
Населення — 59 осіб (2011).
У 1975-1998 роках село належало до Сувальського воєводства.

## Демографія
Демографічна структура станом на 31 березня 2011 року:
|          | Загалом | Допрацездатний вік | Працездатний вік | Постпрацездатний вік |
| -------- | ------- | ------------------ | ---------------- | -------------------- |
| Чоловіки | 30      | 7                  | 19               | 4                    |
| Жінки    | 29      | 6                  | 15               | 8                    |
| Разом    | 59      | 13                 | 34               | 12                   |